# 스티브 블루머
스티븐 블루머(영어: Stephen Bloomer; 1874년 1월 20일, 크레이들리 ~ 1938년 4월 16일, 더비)는 잉글랜드의 전 국가대표 축구 선수이자 감독으로, 현역 시절 더비 카운티와 미들즈브러에서 활약하였고, 두 구단에서 모두 역대 최다 득점자로 이름을 올리고 있다. 더비 안방 경기가 열리기 전마다 스티브 블루머가 지켜보고 있다가 연주되며, 더비 카운티의 안방인 프라이드 파크에는 그의 흉상이 세워져 있다. 그는 풋볼 리그 전설 100인과 잉글랜드 축구 명예의 전당의 목록에도 이름을 올려놓았다.
현역 시절, 블루머는 구단과 국가대표팀 경기에서 모두 많은 득점을 올린 선수였다. 생각이 빠른 공격수로, 그는 어느쪽 발로든지 강하고 정확하게 공을 차 넣을 수 있었고, 그의 전매특허 기술인 데이지 절단기라 불리는 낮고, 강하며, 빠르고, 정확한 조준 기술이다. 536번의 1부 리그 경기에서, 그는 317번의 득점을 올려 지미 그리브스에 이어 잉글랜드 1부 리그 역대 최다 득점 2위이다. 그는 잉글랜드 국가대표팀 경기에 23번 출전하여 28골을 기록하기도 했다. 그는 더비가 1911-12 시즌에 2부 리그를 우승하도록 도왔고, 1895-96 시즌에는 1부 리그 준우승에 일조했다. 그는 FA컵에서 네 번 준결승전까지 올랐고, FA컵 결승전에는 1898년, 1899년, 그리고 1903년에 세 차례 올랐지만, 모두 준우승에 머물렀다.
블루머는 더비 야구단 소속으로 야구도 했는데, 소속 구단이 1890년대에 영국 선수권 대회를 세 차례 우승하는 데에 일조했다. 축구화를 벗은 후, 그는 감독이 되어 독일, 네덜란드, 그리고 스페인에서 감독일을 했다. 제1차 세계 대전 당시 그는 룰레벤의 민간인 포로 수용소에 수감되어 있었다. 그의 감독 임기에 정점을 찍은 시기는 1924년으로, 그는 레알 우니온을 이끌고 코파 델 레이를 우승했다.

## 유년 시절
블루머는 1874년 1월 20일, 우스터셔 주(현 웨스트미들랜드 주) 크레이들리 출신으로, 대장장이 겸 주조공인 캘럽 블루머와 메럽 던 사이에서 났다. 그는 6명의 남매들 중 첫째였다. 그의 가족은 5년 후에 더비셔의 릿처치로 이주했다. 블루머는 12세가 되는 해에 인근 대장간의 견습생이 되었고, 이는 그를 강하게 단련시켰다.
블루머는 축구에 타고난 소질이 있었기에 스스로도 이를 "천부적인 재능"이라고 묘사했다. 그는 1887년 더비셔 보이스 실드 U-15 결승전에서 세인트 채드스 콰이어 소속으로 출전해 경기를 뛰면서 더비의 축구계에서 첫인상을 남겼다. 비록 이 경기에서 세인트 루크에 0-14의 대패를 당했지만 블루머는 자신의 활약상을 각인시켰다. 그 후로, 그는 레이의 철주조사 소속으로 '공격수'로 근무하면서, 더비셔 마이너 리그의 더비 스위프츠에서 축구를 병행했다. 1891년, 그는 1-1로 비긴 버튼 스위프츠와의 3월 27일 경기에서 더비 미들랜드 소속으로 미들랜드 리그 경기에 출전했다.

## 클럽 경력

### 더비 카운티

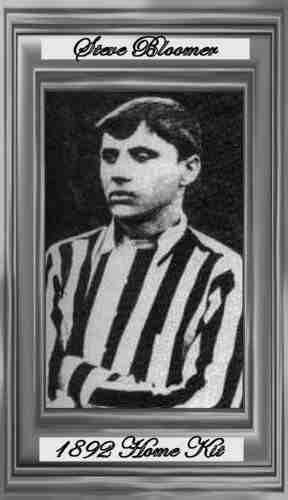
1892년 더비 카운티의 블루머

1891년, 더비 카운티는 더비 미들랜드와 합병하였고, 그에 따라 블루머는 1891-92 시즌을 앞두고 더비 카운티의 선수가 되었다. 그는 이 구단 소속으로 4시즌동안 풋볼 리그 무대를 활보하였다. 그는 처음에 아마추어 신분을 유지하고, 3군 시험 훈련에 참가할 제의를 거절했다. 그는 1892년 4월에 첫 프로 계약을 체결했다. 그 다음 달, 블루머는 버튼 원더러스와 계약을 체결했지만, 잉글랜드 축구 협회는 계약을 무효화하고 버튼 관계진에게 쓴 소리를 하였다.
윌리엄 파커 더비의 비서가 행정적 문제를 야기하면서, 지미 맥랠런과 새뮤얼 밀스는 빅토리아 구장에서 열리는 1892-93 시즌의 스토크 시티 원정 경기를 치를 수 없게 되었다. 블루머는 뜻밖에도 11인 명단을 발표하는 와중에 깜짝 명단에 등재되었고, 블루머는 뜻밖에도 선발 명단에 이름을 올렸다. 이 후, 블루머는 그 경기에서 2골을 기록했지만, 현재 기록에 따르면, 3-1로 이긴 이 경기에서 두 골을 넣은 선수를 조니 맥밀런으로 보고 있다. 그의 첫 공식 득점 기록은 1-2로 패한 프레스턴 노스 엔드와의 시외 구장 원정에서 올렸다. 그는 이후로도 1군의 주축 선수로 활약하였고, 페널티킥을 전답했으며, 28경기 출전 11골의 성적을 내고 리그를 종료했다. 노련한 공격수이자 주장 존 구달은 경기력 향상에 도움을 주었는데, 그는 블루머가 공을 다루고 더욱 적절하게 위치를 선점할 수 있도록 도왔다.
그는 1893-94 시즌에 총 7경기를 결장했는데, 이유는 레스터 포스의 측면 수비수 페기 로드가 2월 10일에 쇄골을 부러뜨렸기 때문이었다. 블루머는 빠르게 회복하여 이 시즌에 27경기를 출전하여 19골을 넣었다.
더비가 악전고투를 벌인 1894-95 시즌, 블루머는 이 시즌에 29번의 리그 경기에서 10골을 넣는 데에 그쳤고, 리그는 15위에 내려앉아 있었으며, 1부 리그 신분을 유지하기 위해 노츠 카운티와 필버트 스트리트에서 시험 경기를 치러야 했다. 노츠 카운티는 7분을 남겨놓고 1-0으로 앞서나갔지만, 구덜과 블루머가 차례로 득점을 올려 더비 카운티가 역전승을 거두었다.
블루머는 1895-96 시즌을 2-0으로 이긴 선덜랜드와의 경기에서 새로운 안방인 베이스볼 그라운즈(앞서 1892년에 소속 구단이 이 곳에서 두 경기를 치렀는데, 이는 본래 안방이었던 군구장에서 일정 문제로 경기를 치를 수 없기 때문이었다)에서 반영구적으로 정착한 이래 치른 첫 경기에서 혼자 두 골을 넣으며 시작했다. 더비는 애스턴 빌라에 이어 리그를 준우승으로 마감하였고, FA컵에서는 준결승전까지 올라갔지만, 울버햄프턴 원더러스에게 1-2로 패하면서 결승 진출이 무산되었다.
더비 시절, 그는 1896년, 1897년, 1899년, 1901년, 그리고 1904년에 구단 내 1부 리그 득점 1위를 기록했다. 1896년, 그는 애스턴 빌라의 존 캠벨과 함께 "산양 군단" 소속으로 14 시즌 연속으로 득점한 선수로 이름을 올렸고, 해트트릭도 17번 완성하였다. 그가 최고의 한해를 보낸 때는 1896-97 시즌으로, 그는 이 시즌에 31골을 기록했는데, 33번의 리그와 FA컵 경기를 치르면서 5번 해트트릭을 완성하였고, 1896년 11월 14일부터 1897년 4월 5일까지, 그는 20번의 경기에서 21번 골망을 흔들었다. 그는 1899년 1월 셰필드 웬즈데이와의 경기에서 6골을 한꺼번에 기록하기도 하였다.
블루머는 득점을 올려 소속 구단이 1895-96 시즌에 1부 리그 준우승에 일조했고, 1898년, 1899년, 그리고 1903년에 세 차례 소속 구단의 FA컵 결승행에 일조했다. 그는 1-3으로 패한 1898년 노팅엄 포리스트와의 결승전에서 득점을 올렸다. 1900년 9월 3일, 블루머는 호손스에서의 1호골 주인공이 되었는데, 웨스트 브로미치 앨비언과의 원정 경기이자 적지의 개장 경기는 1-1로 종료되었다.

### 미들즈브러
1906년 3월, 블루머는 £750에 미들즈브러로 이적하였다. 새로 입단한 구단에서 그와 함께한 동료들로는 £1,000의 이적료 기록을 경신한 첫 선수인 앨프 커먼과 프레드 펜틀랜드가 있었다. 그는 1906-07 시즌과 1907-08 시즌에 두 차례 미들즈브러 구단 내 득점 1위를 기록했다. 그는 1907년 1월 5일에 열린 울위치 아스널과의 경기에서 4골을 넣기도 했다.

### 더비 카운티 복귀
미들즈브러에서 4년을 보낸 그는 1910년에 친정 산양 군단 일원으로 복귀해 1911-12 시즌에 2부 리그 우승을 공헌했다. 그의 마지막 더비 선수로서의 골은 1913년 9월 6일, 셰필드 유나이티드와의 경기에서 넣었고, 현역 마지막 경기는 1914년 1월 31일에 치른 번리와의 경기로, 당시 블루머의 나이는 40세 11일이었다.

## 국가대표팀 경력
1895년 3월 3일, 블루머는 9-0으로 이긴 아일랜드와의 경기에서 잉글랜드 국가대표팀 경기에 처음 출전해 2골을 넣었고, 잉글랜드의 브리티시 홈 챔피언십 우승에 공헌했다. 그는 처음 출전한 10번의 국가대표팀 경기에서 모두 득점을 올렸는데, 그에 따라 그는 최다 경기 연속 득점의 기록을 세웠다. 이 10번의 경기에서 블루머는 19번 골망을 흔들었는데, 이 중 1896년 4월 2일에 치른 웨일스와의 경기에서는 5골을 넣으며, 세 차례의 브리티시 홈 챔피언십 우승에 일조했다. 그는 1898년 4월 2일에 잉글랜드 국가대표팀 역대 최다 득점자로 등극했는데, 그는 스코틀랜드와의 경기에서 2골을 추가해 종전에 14골을 넣은 틴슬리 린들리의 기록을 넘어섰다. 1901년 3월 18일, 그는 웨일스와의 경기에서 4골을 넣어 잉글랜드 국가대표팀 최초로 두 번 이상 해트트릭을 완성한 선수로 기록되었으며, 잉글랜드 국가대표팀 경기에서 4골씩 두 차례 이상 득점한 선수로 이름을 올린 것은 물론, 잉글랜드가 또다시 브리티시 홈 챔피언십을 우승했다. 1901년 말, 그는 국가대표팀 경기를 14번을 치러 25번 골망을 갈랐다. 블루머는 이어지는 6년 동안 11번의 잉글랜드 국가대표팀 경기에 출전했는데, 그가 출전한 경기는 모두 브리티시 홈 챔피언십의 경기로, 4차례 더 우승을 거두어, 잉글랜드 국가대표팀에서 활약하며 8번의 대회를 우승하게 되었지만, 11번의 국가대표팀 경기를 치르면서 추가한 골은 불과 3골이었다. 1902년 5월 3일, 그는 스코틀랜드와의 경기에서 잉글랜드 국가대표팀의 주장 완장을 찼다. 1907년, 그는 국가대표팀 활약에 마침표를 찍으면서, 잉글랜드 국가대표팀 역사상 가장 오랜 기간 활약한 선수로 이름을 올렸고, 28골로 당시 잉글랜드 국가대표팀 역대 최다 득점자로 이름을 올렸다. 그의 기록은 1911년에 비비안 우드워드가 경신했다.
블루머는 국가대표팀에서 활약하면서 더비 카운티 동료인 존 구달은 물론 프랭크 베크턴, 잭 레이놀즈, 어니스트 니덤, 프레드 스파익슬리, 샘 월스턴홀름, 그리고 우드워드와 함께 활약하기도 하였다.

## 독일 포로
은퇴 후, 블루머는 1914년 7월에 독일로 건너가 브리타니아 베를린 92의 감독을 역임했다. 그러나, 독일로 건너간 지 3주 만에 제1차 세계 대전이 발발하면서, 그는 베를린의 슈판다우 구에 있는 민간인 포로 수용소인 룰레벤에 억류되었다. 블루머는 수용소에 억류된 몇 명의 전직 축구 선수들 중 한 명이었다. 그와 함께 억류된 축구인들로는 전 잉글랜드 국가대표팀 동료 샘 월스턴홀름 외에도 미들즈브러 동료 프레드 펜틀랜드, 스코틀랜드 국가대표 존 캐머런, 한때 에버턴과 토트넘 홋스퍼 선수였던 존 브리어리, 그리고 독일 국가대표였으며 브리타니아 베를린 92에서 활약했던 에드빈 두톤이 있었다.
수용소에는 4,000명과 5,500명이 머물렀다. 이후, 작은 사회가 발전하여 축구가 인기 활동으로 자리매김했다. 룰레벤 축구 협회가 출범하여 컵과 리그 대회가 조직되어 대규모 행사에는 1,000명의 규모가 참가했다. 대회에 참가하는 선수단은 이미 존재하는 구단들의 이름을 빌려썼는데, 1914년 11월, 블루머는 토트넘 홋스퍼 대표의 주장을 맡아 두톤과 함께 올덤 애슬레틱 대표와의 컵대회 결승전에서 승리했다. 1915년 5월 2일, 펜틀랜드, 월스턴홀름, 브리어리, 그리고 블루머로 구성된 잉글랜드 대표는 캐머런이 주장을 맡은 세계 대표를 상대했다. 블루머는 수용소에서 크리켓도 했는데, 1915년 5월, 블루머와 브리어리가 속한 룰레벤 대표 과대표를 상대로 룰레벤 크리켓 리그 경기를 펼쳤다. 1916년 7월, 블루머가 속한 랭카셔 대표는 월스턴홀름이 속한 요크셔 대표를 이겼다.
여름에 수감자들은 크리켓을 '타원'에서 밀집해서 경기했다. 블루머는 204번의 이닝 수용소 기록을 세웠다 15번 중의 6번 볼링 기록도 세웠다. 여기에 육상 대회도 열렸다. 블루머는, '노장 핸디캡' 부문으로 치른 룰레벤 올림픽에서 우승을 거두었는데, 9.6초 만에 68미터를 뛰었다. 수용소의 모두가 그를 '스티브'로 알았다. 그는 1918년 3월에 룰레벤을 떠나면서, 그를 기리기 위해 고별 축구 경기를 치렀다. 블루머는 이후 중립국인 네덜란드로 풀려나 블라우-비트 암스테르담의 감독진에 합류했다. 그는 종전 때까지 잉글랜드로 귀국하지 못했다. 블루머는 이후 룰레벤 수용기에 대해 "저와 다른 많은 이들은 축구 없이 못살았을 것입니다"라고 말했다.

## 감독 경력
제1차 세계 대전이 끝난 후, 블루머는 잠깐 네덜란드의 블라우-비트 암스테르담 감독을 맡았다. 1923년, 그는 스페인의 레알 우니온 감독으로 취임해 1924년에 코파 델 레이 우승을 이끌었다. 1920년대 리그 출범 이전에는 코파 우승이 사실상 스페인 정상에 오르는 것으로 통했다. 이 대회에 참가하는 선수단들은 지역 리그를 우승해야 했고, 레알 우니온은 기푸스코아를 대표로 참가했다. 9개의 다른 지역 리그를 우승한 대표 구단들도 대회의 1라운드에 참가했다. 레알 우니온은 안달루시아 주 선수권을 우승한 세비야를 1라운드에서 합계 3-1로 이겼다. 준결승전에서는 카탈루냐 선수권 대회를 우승했으며, 또다른 잉글랜드인 잭 그린웰이 이끄는 바르셀로나를 이겼다. 그린웰은 파울리노 알칸타라, 사히바르바, 그리고 주제프 사미티에르 등의 막강한 선수진을 이끌었다. 이에도 불구하고, 레알 우니온은 예상을 뒤엎고 재경기 끝에 바르셀로나를 5-1로 이겼고, 중부 선수권 대회를 우승한 레알 마드리드와의 결승전마저도 1-0으로 이기면서 대회 정상에 올랐다.

## 프로 야구
1890년 블루머는 더비 야구단 소속으로 프로 야구도 했는데, 1890년 영국 선수권 대회의 우승에 일조했다.

## 유산

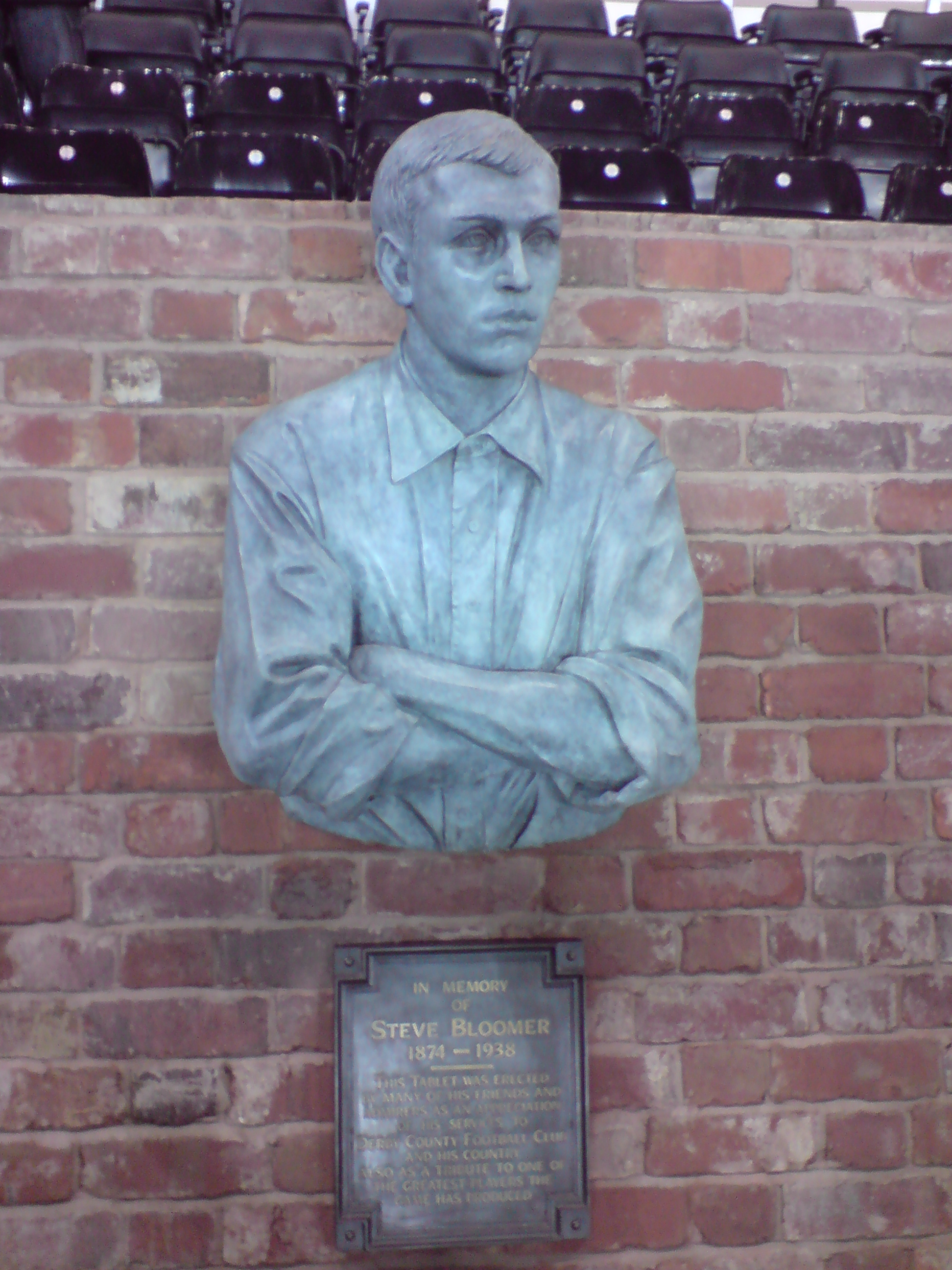
프라이드 파크의 블루머 흉상

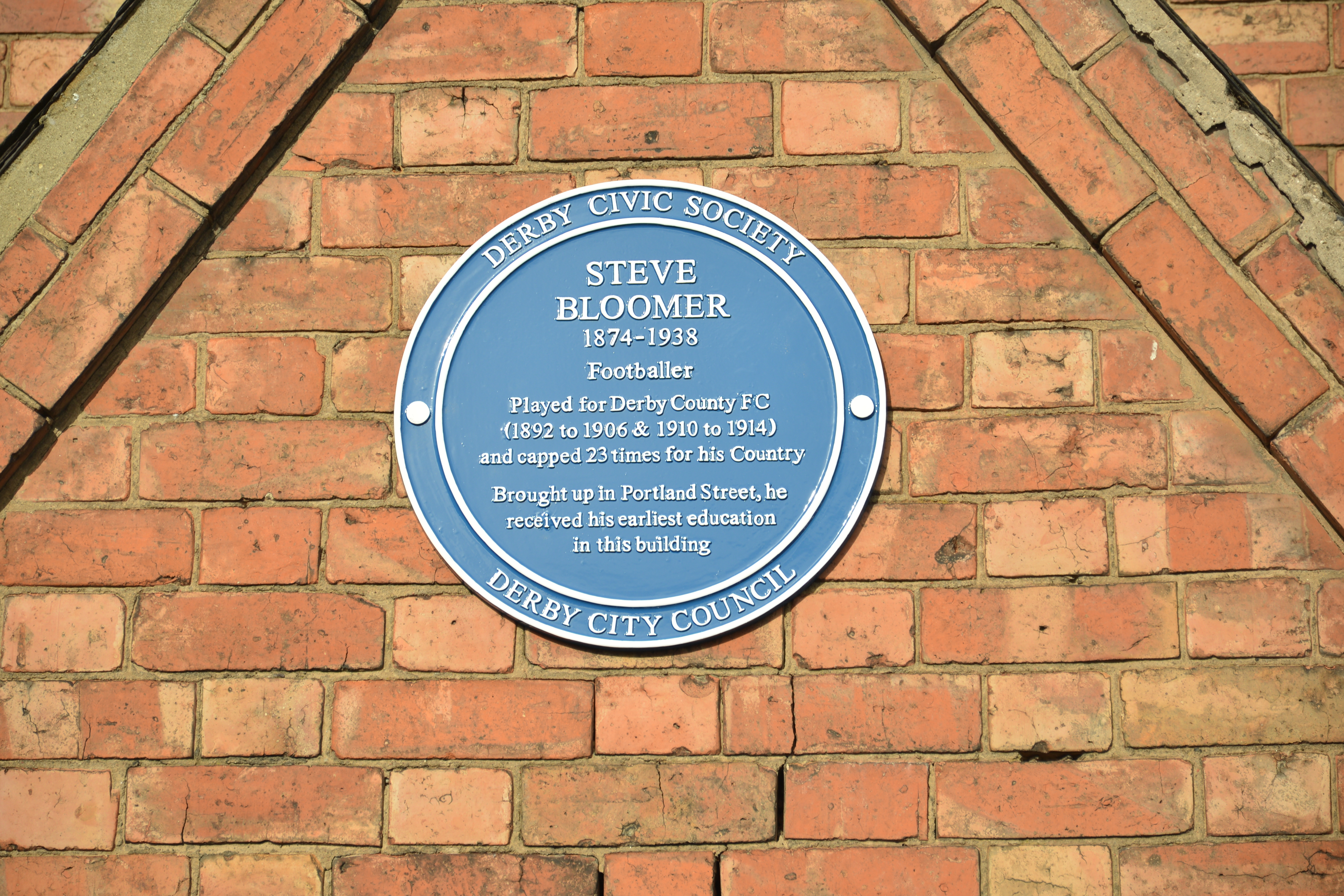
스티브 블루머의 생애를 기리는 파란 상패는 페어트리 로와 포틀랜드 로가 교차하는 귀퉁이에 붙어 있다

2009년 1월 17일, 오랜 기간의 모금 운동 끝에, 더비의 프라이드 파크에 블루머의 흉상이 모습을 드러냈다. 블루머의 두 손자 스티브 리처즈와 앨런 퀀트릴이 블루머의 가족 및 관계자, 조각가 앤드류 에드워즈, 그리고 수천 명의 더비 카운티 지지자들이 지켜보는 가운데 흉상을 공개했다. 2009년 1월 17일, 블루머의 흉상은 더비 카운티의 안방인 프라이드 파크 옆에서 공개되었다. 그는 더비 카운티의 전설로서 구단 응원가로 안방 경기를 앞두고 매번 들리는 "스티브 블루머가 지켜보고 있다"에 이름을 남겼다. 그는 풋볼 리그 전설 100인과 잉글랜드 명예의 전당에도 이름을 올렸다.
2017년 1월 21일, 레알 우니온은 스티브 블루머의 날을 지냈는데, 그의 생일을 기념하기 위해 치렀다. 그는 레알 우니온과 더비 카운티 두 구단에서의 공헌을 기리기 위해 한 자리에 모여 2017년 10월 3일에 이룬에서 트로페오 스티브 블루머 친선 대회를 열었고, 이는 연간 행사로 계획되었다.
2018년 2월 16일, 더비 시민회는 존 위트비 더비 시장이 지켜보는 가운데 블루머를 기리는 푸른 상패를 블루머가 다니던 더비 포틀랜드 로의 학교에 붙었다. 상패는 다음과 같이 읽힌다:
스티브 블루머

1874-1938

축구인

더비 카운티 축구단 (1892-1914)에서 활약했으며 자국 대표로 23경기 출전

포틀랜드 로에서 자란 그는 이 건물에서 초등 교육을 수학했음

## 경력 통계

### 클럽
| 클럽 경력        | 클럽 경력        | 클럽 경력        | 리그  | 리그  | FA컵 | FA컵 | 합계  | 합계  |
| 시즌             | 클럽             | 리그명           | 출장  | 골    | 출장 | 골   | 출장  | 골    |
| ---------------- | ---------------- | ---------------- | ----- | ----- | ---- | ---- | ----- | ----- |
| 1892–93          | 더비 카운티      | 1부 리그         | 28    | 11    | –    | –    | 28    | 11    |
| 1893–94          | 더비 카운티      | 1부 리그         | 25    | 19    | 2    | 0    | 27    | 19    |
| 1894–95          | 더비 카운티      | 1부 리그         | 30[a] | 11[a] | 1    | 0    | 31[a] | 11[a] |
| 1895–96          | 더비 카운티      | 1부 리그         | 25    | 22    | 5    | 5    | 30    | 27    |
| 1896–97          | 더비 카운티      | 1부 리그         | 29    | 24    | 4    | 7    | 33    | 31    |
| 1897–98          | 더비 카운티      | 1부 리그         | 23    | 15    | 3    | 5    | 26    | 20    |
| 1898–99          | 더비 카운티      | 1부 리그         | 28    | 24    | 5    | 6    | 33    | 30    |
| 1899–1900        | 더비 카운티      | 1부 리그         | 28    | 19    | 2    | 0    | 30    | 19    |
| 1900–01          | 더비 카운티      | 1부 리그         | 27    | 24    | 1    | 0    | 28    | 24    |
| 1901–02          | 더비 카운티      | 1부 리그         | 29    | 15    | 7    | 3    | 36    | 18    |
| 1902–03          | 더비 카운티      | 1부 리그         | 24    | 12    | 2    | 1    | 26    | 13    |
| 1903–04          | 더비 카운티      | 1부 리그         | 29    | 20    | 6    | 5    | 35    | 25    |
| 1904–05          | 더비 카운티      | 1부 리그         | 29    | 13    | 1    | 0    | 30    | 13    |
| 1905–06          | 더비 카운티      | 1부 리그         | 23    | 12    | 3    | 0    | 26    | 12    |
| 1905–06          | 미들즈브러       | 1부 리그         | 9     | 6     | –    | –    | 9     | 6     |
| 1906–07          | 미들즈브러       | 1부 리그         | 34    | 18    | 2    | 2    | 36    | 20    |
| 1907–08          | 미들즈브러       | 1부 리그         | 34    | 12    | 1    | 0    | 35    | 14    |
| 1908–09          | 미들즈브러       | 1부 리그         | 28    | 14    | –    | –    | 28    | 14    |
| 1909–10          | 미들즈브러       | 1부 리그         | 20    | 9     | 2    | 1    | 22    | 10    |
| 1910–11          | 더비 카운티      | 2부 리그         | 28    | 20    | 4    | 4    | 32    | 24    |
| 1911–12          | 더비 카운티      | 2부 리그         | 36    | 18    | 2    | 1    | 38    | 19    |
| 1912–13          | 더비 카운티      | 1부 리그         | 29    | 13    | 1    | 1    | 30    | 14    |
| 1913–14          | 더비 카운티      | 1부 리그         | 5     | 2     | 1    | 0    | 6     | 2     |
| 미들즈브러 합계  | 미들즈브러 합계  | 미들즈브러 합계  | 125   | 59    | 5    | 1    | 130   | 60    |
| 더비 카운티 합계 | 더비 카운티 합계 | 더비 카운티 합계 | 474   | 293   | 50   | 38   | 525   | 331   |
| 경력 합계        | 경력 합계        | 경력 합계        | 599   | 352   | 55   | 39   | 655   | 391   |

### 국가대표팀
| 잉글랜드 국가대표팀 | 잉글랜드 국가대표팀 | 잉글랜드 국가대표팀 |
| 연도                | 출장                | 골                  |
| ------------------- | ------------------- | ------------------- |
| 1895                | 2                   | 3                   |
| 1896                | 2                   | 6                   |
| 1897                | 3                   | 4                   |
| 1898                | 1                   | 2                   |
| 1899                | 3                   | 4                   |
| 1900                | 1                   | 1                   |
| 1901                | 2                   | 5                   |
| 1902                | 3                   | 0                   |
| 1904                | 1                   | 1                   |
| 1905                | 3                   | 1                   |
| 1907                | 2                   | 1                   |
| 합계                | 23                  | 28                  |

a. ^  리그 시험 경기에서 1경기를 치르면서 넣은 1골도 포함.

## 참고 문헌
- Seddon, Peter (1999), 《Steve Bloomer: The Story of Football's First Superstar》, Breedon Books, ISBN 1-85983-146X